# Stanislas Guerini
Stanislas Guerini (Párizs, 1982. május 14. –) francia politikus, aki 2022 óta átalakítási és közszolgáltatási miniszterként dolgozik Élisabeth Borne és Gabriel Attal egymást követő miniszterelnökök kormányában.
Kormányra lépése előtt Guerini a La République En Marche ! ügyvezető tisztjeként szolgált Christophe Castaner követte, aki lemondott, miután Emmanuel Macron elnök belügyminiszterré nevezte ki. 2017 és 2022 között Guerini Párizs 3. kerületének nemzetgyűlésének tagja volt, amely a 17. és 18. kerület egyes részeit fedi le.
Stanislas Guerini 2006-ban végzett a HEC Paris-on.